# Никитин, Геннадий Павлович
Геннадий Павлович Никитин (1 февраля 1939 года, город Нурлат-Октябрьский, Татарская АССР, РСФСР — 16 марта 2017 года, Москва) — советский и российский военачальник, заместитель главнокомандующего Ракетными войсками стратегического назначения по тылу — начальник тыла РВСН (1989—1995). Генерал-полковник (1992).

## Биография
Родился в семье служащего. Русский. В 1956 году окончил среднюю школу, в 1958 году — железнодорожное техническое училище. С 1958 года работал мастером на железной дороге.
В ноябре 1959 года был призван на срочную службу в Вооружённые Силы СССР. Служил в подразделении артиллерийской разведки. Через год из войск поступил в военное училище. Окончил Казанское артиллерийское техническое училище (1963), Военную академию тыла и транспорта в Ленинграде (1973), Военную академию Генерального штаба Вооружённых Сил СССР имени К. Е. Ворошилова (1980).
С ноября 1963 года — в 44-й ракетной дивизии РВСН (г. Коломыя, Ивано-Франковская область, Украинская ССР): старший техник двигательного отделения, начальник двигательного отделения стартовой батареи 40-го ракетного полка. С июня 1973 года — в Прикарпатском военном округе: заместитель командира зенитно-артиллерийского полка по тылу (Славута, Хмельницкая область), старший офицер штаба тыла 13-й общевойсковой армии (Ровно), заместитель командира 51-й мотострелковой дивизии по тылу (Владимир-Волынский), заместитель командира 24-й мотострелковой дивизии по тылу (Львов).
В сентябре 1984 года был назначен заместителем командующего армией по тылу — начальником тыла 36-й общевойсковой армии (Забайкальский военный округ), с 1984 года — заместитель командующего армией по тылу — начальник тыла 5-й гвардейской танковой армии (Белорусский военный округ). С сентября 1986 года — заместитель командующего войсками округа по тылу — начальник тыла Прикарпатского военного округа.
В июне 1989 года был назначен заместителем главнокомандующего Ракетными войсками стратегического назначения по тылу — начальником тыла РВСН. Член Военного совета РВСН (1989—1995).
В феврале 1995 уволен в запас. Проживал в городе Одинцово Московской области.
Похоронен на кладбище в Лайково (Одинцовский район).

## Награды и звания
- орден «За службу Родине в Вооружённых Силах СССР» III степени (1988)
- медали